# Burnt Ranch (Californie)
Pour les articles homonymes, voir Burnt.
Burnt Ranch est une census-designated place du comté de Trinity, dans l'État de Californie, aux États-Unis,. En 2020, elle compte une population de 250 habitants.